# Sutomore
Sutomore (en monténégrin cyrillique : Сутоморе, en italien : Santa Maria della Spizza) est un village du sud du Monténégro, dans la municipalité de Bar.

## Histoire
Lorsque c'était une escale de la république de Venise entre 1420 et 1797, appartenant alors à l'Albanie vénitienne (sauf durant quelques courtes occupations ottomanes), Sutomore s'appelait (it) Spizza, nom d'origine dalmate, ou (sr) Заграге / Zagrage, nom slave. Austro-Hongroise de 1815 à 1918, c'était alors un village de pêcheurs et la plus méridionale localité dalmate à la frontière du Monténégro, dont le port principal était la ville voisine de Bar. Les austro-hongrois appelaient aussi le village Spitz : la « pointe ».

## Démographie
Leur recensement austro-hongrois de 1910 rapporte que l'on y parlait alors italien et serbo-croate, la population pratiquant le christianisme sous ses formes catholique et orthodoxe.

### Évolution historique de la population
| 1948 | 1953 | 1961 | 1971 | 1981 | 1991  | 2003  |
| ---- | ---- | ---- | ---- | ---- | ----- | ----- |
| 72   | 177  | 206  | 553  | 765  | 1 085 | 1 827 |

## Tourisme
Sutomore est célèbre pour ses 2 km de plage de sable fin. Les prix y sont bas (si on le compare avec son voisin Budva), avec un accès facile par la ligne ferroviaire Belgrade-Bar. Cela en fait une destination très populaire et extrêmement encombrée pendant les mois d'été. C'est l'endroit de prédilection pour les excursions d'une journée pour les jeunes de Podgorica, car c'est seulement à une demi-heure, en train ou en voiture.